# دينيس دويل
دينيس دويل (بالإنجليزية: Denis Doyle)‏ (1 يناير 1900 بدبلن في جمهورية أيرلندا - ) هو لاعب كرة قدم أيرلندي في مركز الوسط. شارك مع منتخب جمهورية أيرلندا لكرة القدم. أما مع النوادي، فقد لعب مع فول ريفر ماركسمين ونادي شامروك روفرز وNew York Yankees (soccer) ‏ وPhiladelphia Field Club ‏ وPawtucket Rangers ‏.